# Chet Baker
Chesney Henry „Chet” Baker, Jr. (Yale, Oklahoma, 1929. december 23. – Amszterdam, 1988. május 13.) amerikai dzsessztrombitás, szárnykürtös, énekes. Az 1950-es években Kaliforniából indult cool jazz hullám egyik kitűnő alakja volt.
Az igazi áttörést a Gerry Mulligan-kvartettben érte el az 1950-es évek elején. Olyan híres dzsesszmuzsikusokkal játszott együtt, mint Stan Getz és Charlie Parker.

## Pályakép

### Kezdeti évek
Baker zenész családban született, apja, id. Chesney Baker profi gitáros és az anyja, Vera (szül. Moser) tehetséges zongorista volt. Zenei pályafutását énekléssel kezdte egy templomi kórusban. Apja vezette be őt a rézfúvósok birodalmába egy harsona segítségével, amelynek helyébe egy trombita lépett, amikor a harsona túl nagynak bizonyult.
Baker kapott némi zenei nevelést a Glendale Junior High Schoolban, de otthagyta az iskolát 16 éves korában. 1946-ban belépett az Egyesült Államok hadseregébe. Berlinben katonáskodott, ahol csatlakozott a hadsereg zenekarához. Miután 1948-ban leszerelt, zeneelméletet és harmóniát tanult az El Camino College-ban, Los Angelesben. Tanulmányait a második évben abbahagyta, és 1950-ben újra besorozták a hadseregbe. Baker tagja lett a hatodik hadsereg zenekarának Presidióban, San Franciscóban, de hamarosan a San Franciscó-i dzsesszklubokban, mint a Bop City és a Black Hawk játszik. A hadseregből ismét leszerelték, hogy profi zenész karrierjét folytathassa.
Baker trombitastílusa lírai, törékeny és főleg egyszerű volt. Amíg más zenészek megpróbáltak különböző hangzásokat és improvizációkat beleszőni a zenéjükbe, addig Baker úgy döntött, hogy tiszta és minimalista módon játszik, és hű marad a dallamhoz.
A szélesebb közönség körében az énekével szerzett hírnevet. Magas és érzelmes hangon tolmácsolt ismert dalokat, úgy mint a "My Funny Valentine" és "Let's get lost". Szintén felfigyeltek a James Dean szépségű megjelenésére.

### Áttörés
Baker első jelentős koncertjeit a Vido Musso szaxofonos zenekarral, valamint Stan Getz tenorszaxofonossal adta, bár igazán ismertté 1952-ben vált, amikor Charlie Parker őt választotta, hogy játsszon vele egy nyugati parti koncertsorozaton.
1952-ben Baker csatlakozott a Gerry Mulligan Quartethez, de az együttműködésük elég rövid életű volt. Több dolog tette a Mulligan–Baker-csoportot speciálissá, de a legjelentősebb talán a kölcsönhatás Mulligan baritonszaxofonja és Baker trombitája között. Ahelyett, hogy azonos dallamot játsszanak, mint a bebopóriások, Charlie Parker és Dizzy Gillespie, ők ketten kiegészítik egymást az ellenpontos játékkal, és gyakran úgy tűnik, mintha telepátiával megéreznék, hogy a másik mit fog játszani. A kvartett My Funny Valentine-változata, melyben Baker egy szólórészt is játszik, nagy siker volt, és ez lett az dallam, amellyel Bakert leginkább összekapcsolják.
A kvartett gyorsan ért el sikereket, de alig egy év múlva felbomlott, mert Mulligant kábítószerezés vádjával letartóztatták, majd bebörtönözték. Baker 1953-ban megalakította saját kvartettjét a zongorista és zeneszerző Russ Freeman, Carson Smith, Joe Mondragon és Jimmy Bond nagybőgősök, valamint Shelly Manne, Larry Bunker és Bob Neel dobosok közreműködésével. A Chet Baker Quartet sikereket ért el az élő előadásokon, és 1953 és 1956 között számos népszerű albumuk megjelent. Kétszer egymás után, 1953-ban és 1954-ben Baker legyőzte a Down Beat és Metronome folyóiratok „olvasók dzsessz-szavazásán” a korszak két legjobb trombitását, Miles Davist és Clifford Brownt. A Down Beat olvasói szintén Bakert választották a legjobb dzsesszénekesnek 1954-ben. 1956-ban a Pacific Jazz kiadta a Chet Baker Sings lemezt, amely növelte az ismertségét, de elidegenítette a hagyományos dzsesszrajongókat.
Baker markáns kinézete Hollywood érdeklődését is felkeltette, és 1955 őszén a Hell's Horizon (A pokol pereme) című filmben debütált. Visszautasította az ajánlatot, hogy szerződést kössön a stúdióval, inkább a zenész vándorló életmódját választotta. Az elkövetkező néhány évben Baker frontembere a saját együtteseinek, köztük egy 1955-ös kvintettnek Francy Boland belga zongoristával, ahol Baker trombitált és énekelt. 1956-ban egy nyolc hónapos európai turnét csináltak, amelyről egy koncertalbumot is készítettek, Chet Baker in Europe:... címmel. Baker 1956-os felvételei teljes egészében első ízben az 1989-ben megjelent The Route című lemezen hallhatók, többek között Art Pepper szaxofonos és klarinétos közreműködésével.

### Kábítószer-függőség és hanyatlás
Baker 1957-ben kezdett heroint használni, és függősége egész életében tartott. Időnként elzálogosította a hangszereit is, hogy pénze legyen a kábítószer beszerzésére. Az 1960-as évek elején több mint egy évet töltött börtönben Olaszországban kábítószerezés miatt, s később kiutasították Nyugat-Németországból és az Egyesült Királyságból kábítószerrel kapcsolatos bűncselekményekért. Bakert végül kitoloncolták Nyugat-Németországból, miután másodszor is megsértette a törvényt. Ezután Milpitasban, Észak-Kaliforniában telepedett le, és San Joséban és San Franciscóban játszott több rövidebb börtönbüntetés között, amelyekre recepthamisítás miatt ítélték.
1966-ban Bakert egy a Trident étteremben, Sausalitóban adott koncertje után brutálisan összeverték (állítólag miközben kábítószert próbált vásárolni). A bántalmazás súlyos sérüléseket okozott az ajkain, és elülső fogai kitörtek, ami tönkretette az ansatzát. A Let's Get Lost filmben azt állította, hogy egyik éjszaka egy ismerőse megpróbálta kirabolni, de aztán meghátrált azért, hogy a következő éjszaka visszatérjen több férfival, akik üldözni kezdték őt. Bemenekült egy autóba, amit az üldözői körülvettek. Az emberek az autóban ahelyett, hogy megmentsék, kituszkolták vissza az utcára, ahol a hajsza folytatódott. Végül úgy megverték, hogy a fogai kiestek, az ajkai megsérültek úgy, hogy nem volt képes trombitálni. Ezalatt az idő alatt különböző alkalmi munkákat vállalt, mint például benzinkutas. Közben megcsinálták a fogsorát, és próbálta kialakítani az ansatzát. 1966 és 1974 között többnyire szárnykürtön játszott, és lemezre vett számokat, amelyek leginkább a West Coast jazz kategóriába sorolhatók.

### Visszatérés és későbbi karrier

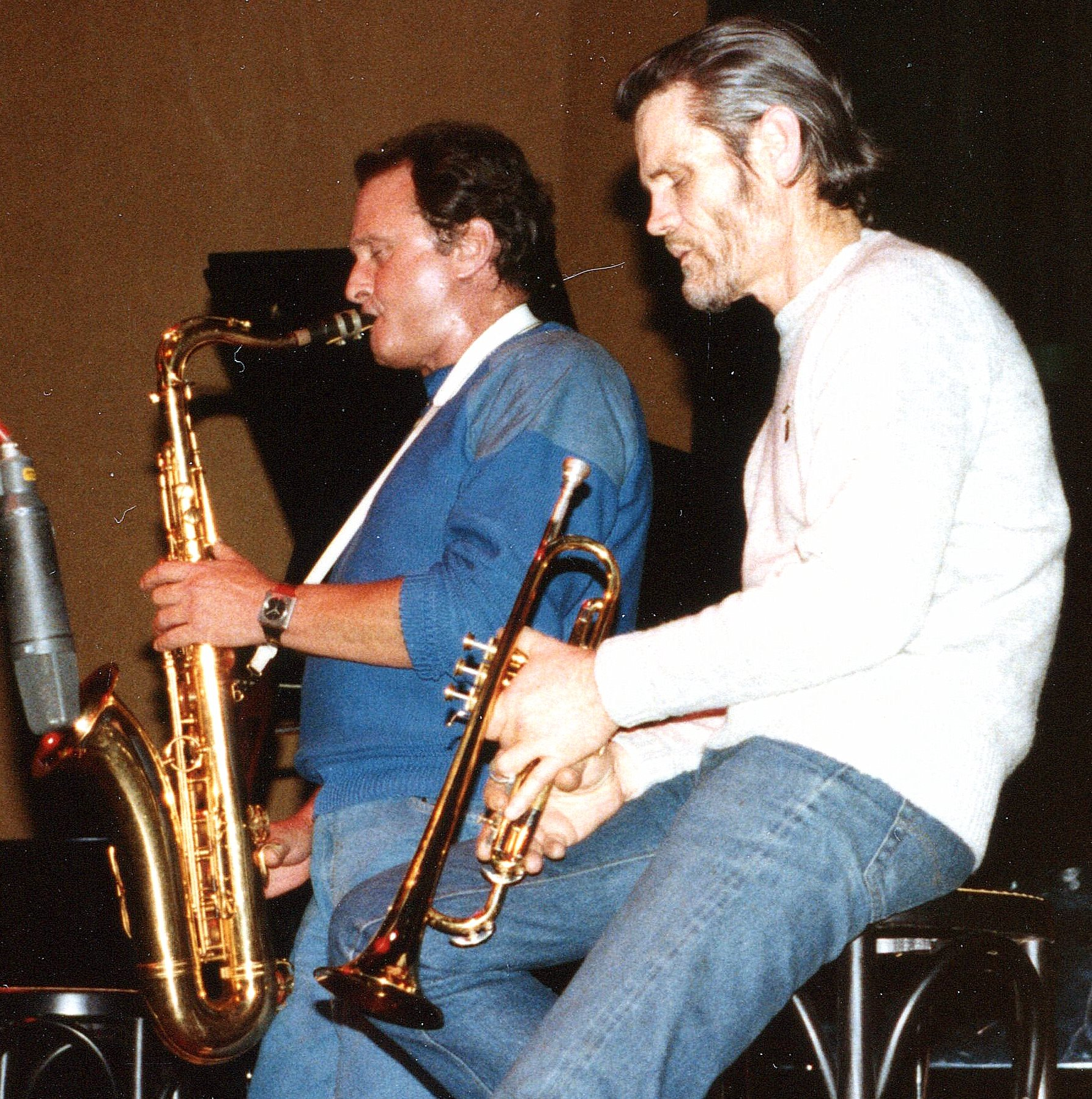
Stan Getz és Chet Baker 1983-ban Norvégiában

Miután kialakította az új ansatzát, Baker visszatért a tradicionális dzsesszhez, amellyel pályafutását kezdte. New Yorkba költözött, koncertezni kezdett, és újra felvételeket készített többek között Jim Hall gitáros közreműködésével. Később, az 1970-es években visszatért Európába, ahol ő segítette barátját, Diane Vavrát, aki személyes ügyeit intézte, és segítette a felvételek, valamint a fellépések alatt.
1978-tól 1988-as haláláig Baker szinte kizárólag Európában élt és játszott, az USA-ba nagyjából évente egyszer tért vissza egy pár előadás erejéig. Ez volt Baker egyik legtermékenyebb korszaka, ami a felvételeket illeti. Azonban a felvételek szétszórva voltak számos, többségében kis európai kiadóknál, ezek közül egyik sem jutott el a szélesebb közönséghez, bár sokat közülük a kritikusok jól fogadtak, és azt mondták, ez időszak volt Baker legérettebb és kifizetődőbb korszaka. Különösen fontosak a Baker-kvartett, a zongorista Phil Markowitz (1978–1980) és triója, valamint Philip Catherine gitáros és Jean-Louis Rassinfosse (1983–1985) nagybőgős közreműködései. Ebben az időben Stan Getz szaxofonossal is turnézott.
1983-ban a brit énekes, Elvis Costello, Baker régi rajongója szerződtette, hogy ő játssza a trombitaszólót a "Shipbuilding" számban, a Punch the Clock nagylemezén. A dal Baker zenéjét egy új közönséggel ismertette meg. Később Baker gyakran játszotta koncertjein Costello "Almost Blue" dalát (amelyet a The Thrill Is Gone Baker-változata ihletett), és felvették a dalt a Let's Get Lost dokumentumfilmhez.
1986-ban a Chet Baker: Live at Ronnie Scott London előadás Baker egy bensőséges színpadi fellépését mutatja be Elvis Costellóval és Van Morrisonnal, ahol egy pár eredeti és klasszikus számot játszott, köztük a Just Friendst, a My Idealt és a Shifting Downt. A zene kiegészítéseként Baker beszél a barátjával és kollégájával, Costellóval a gyermekkoráról, karrierjéről és harcáról a drogokkal.
A videó, amelyet egy japán televíziós társaság rögzített Baker 1987-es japán turnéja alkalmával, egy férfit ábrázol, akinek az arca sokkal idősebbnek néz ki, mint kora, de a trombitajátéka éber, élénk és ihletett volt. Ekkor rögzítették a Chet Baker Tokióban koncertalbum dalait, melyet a kvartettje Harold Danko zongoristával, Hein van de Geyn nagybőgőssel és John Engels dobossal vett fel. Az albumot már posztumusz adták ki. A Silent Nights karácsonyi dalt, Christopher Masonnal szaxofonon, New Orleansban vették fel 1986-ban, és 1987-ben jelent meg lemezen.

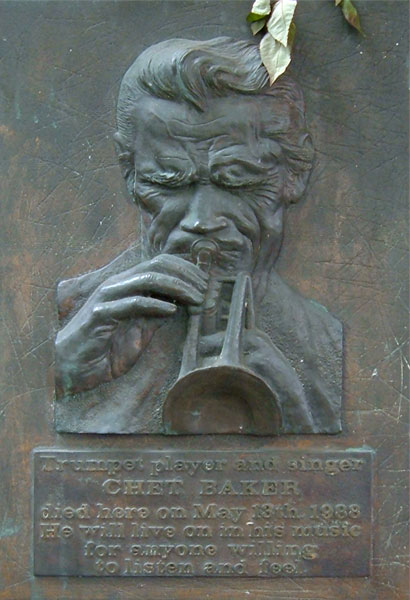
Emléktábla a Prins Hendrik szálloda bejáratánál Amszterdamban

## Ismertebb dalai
Chetty's Lullaby, Freeway, Early Morning Mood, Two a Day, So Che Ti Perderò (I Know I Will Lose You), Il Mio Domani (My Tomorrow), Motivo Su Raggio Di Luna (Tune on a Moon Beam), The Route, Skidadidlin, New Morning Blues, Blue Gilles, Dessert és Anticipated Blues.

## Halála
Senki nem tudja, hogy öngyilkosság volt-e vagy sem, amikor Amszterdamban 1988. május 13-án kiesett a Hotel Prins Hendrik szálloda ablakából. Heroint és kokaint találtak a szobájában, és a boncolás kimutatta ezeket a szereket a szervezetében is. Semmi nem utalt küzdelemre, és a halált balesetként könyvelték el. A szálloda falán egy plakett állít emléket neki. A 210-es számú szobát, amelyikben megszállt, azóta „Chet Baker szobának” hívják.
Baker az Inglewood Park temetőben, Inglewoodban, Kaliforniában van eltemetve.

## Hagyatéka

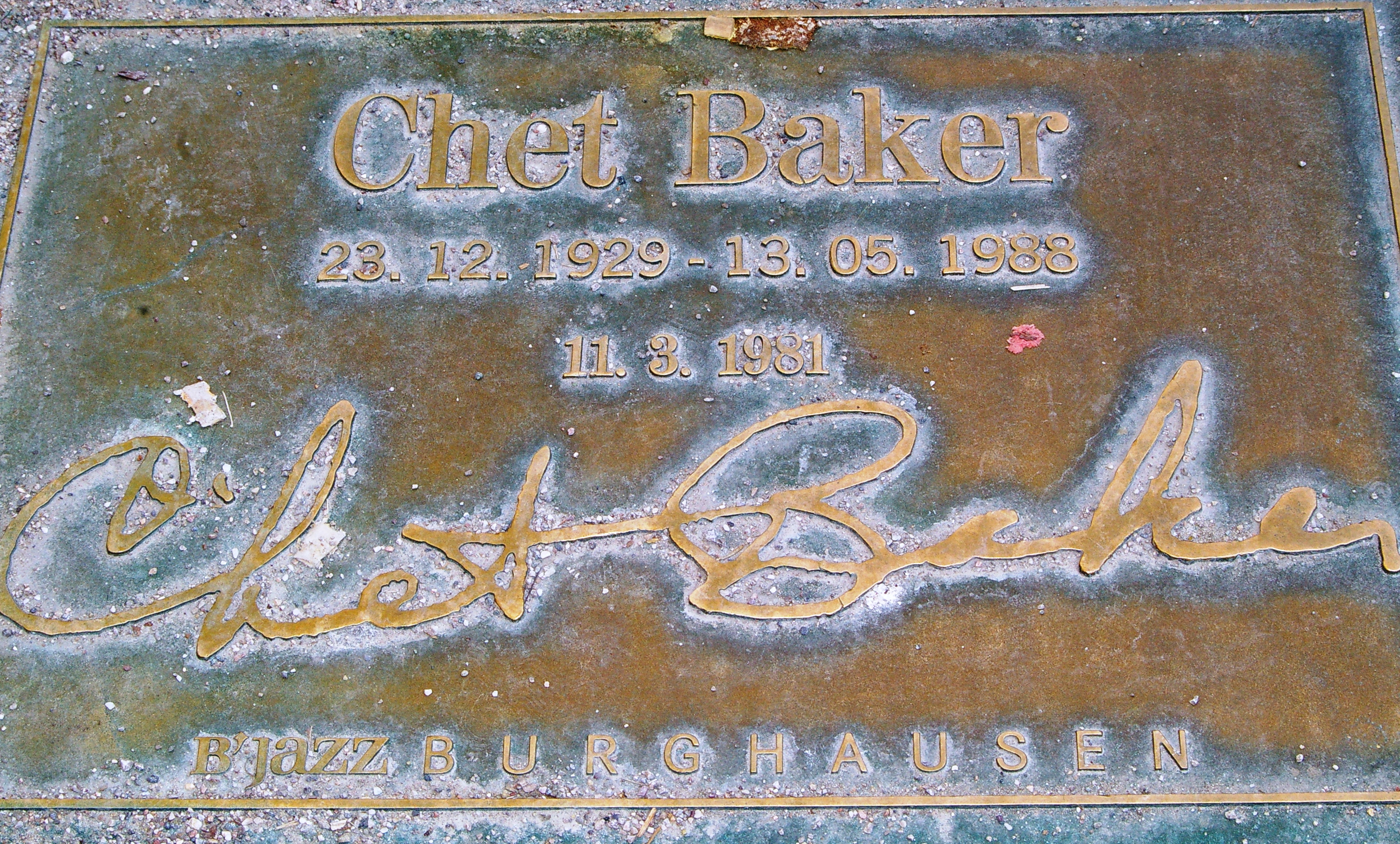
A Street of Fame Burghausenben

William Claxton maga fényképezte le Bakert a Young Chet: The Young Chet Baker könyvéhez.
Az Oscar-díjra jelölt 1988-as dokumentumfilm, a Let's Get Lost Bakert mint az 1950-es évek egy kultúraikonját ábrázolja, de szembeállítja későbbi képét mint kábítószerfüggő. A filmet a divatfotós Bruce Weber rendezte, fekete-fehérben filmezték, és egy interjúsorozatot tartalmaz barátokkal, családtagokkal (köztük három gyermekével, harmadik feleségével, Carol Bakerrel), üzlettársaival és barátnőivel. A filmet Baker korábbi életéről felvett jelenetek és interjúk életének utolsó éveiből tarkítják.
James O'Reilly drámaíró Time after time: A Chet Baker Project darabja számos elismerést kapott a 2001-es kanadai turnéján. A Chet Baker – Speedball című zenés játék életének és zenéjének különböző aspektusait tárja fel. Bemutatója a londoni Oval House Theatre-ben volt 2007 februárjában. A forgatókönyv és az előadások további fejlesztése a darab újra bemutatásához vezetett a 606 Clubban, a London Jazz Festival keretében 2007 novemberében.
Baker adta állítólag az ihletet a Chad Bixby karakterhez, akit Robert Wagner játszott az 1960-as All Fine Young Cannibals c. filmben.
1991-ben az énekes/dalszerző David Wilcox felvette a Chet Baker's Unsung Swan Song című dalt a Home Again albumára, amelyben azon spekulálnak, hogy mi lehetett Baker utolsó gondolata, mielőtt a halálba zuhan. A dalt később k.d. lang kanadai énekesnő is feldolgozta My Old Addiction címmel az 1997-es Drag albumán. A Chet Baker című dal, amely Wally ír folkénekes-dalszerző 2007-es Wally Page and Johnny Mulhern: Live at the Annesley House CD-jén szerepel, Baker életének végét ismerteti Amszterdamban.
A Jeroen de Valk írta Chet Baker: His Life and Music egy Baker c. életrajzot számos nyelvre lefordították, magyarra A lírai hangú jazztrombitás címmel. Egyéb életrajzok: James Gavin – Deep In A Dream—The Long Night of Chet Baker és Matthew Ruddick – Funny Valentine. Baker „elveszett emlékiratai” az As Though I Had Wings c. könyvben olvashatók, amelyhez a bevezetőt Carol Baker írta.
A 2015-ös Born to Be Blue filmben Ethan Hawke alakítja Bakert.
Az ausztrál elektronikus zenész Nicholas James Murphy a Chet Faker művésznevet használja, így tiszteleg Chet Baker előtt, aki nagy hatással volt rá.
Eliane Elias brazil dzsesszzongorista neki szentelte a 2013-as I Thought About You albumát.

## Kitüntetések
- 1987-ben Chet Baker bekerül a Big Band és Jazz Hall of Fame-be.
- 1989-ben beválasztják a Down Beat magazin Jazz Hall of Fame-jába.
- 1991-ben bekerül a Oklahoma Jazz Hall of Fame-be.
- 2001-ben plakettet kap a Street of Fame utcában a németországi Burghausenben.
- 2005-ben Oklahoma kormányzója és az oklahomai képviselőház kihirdeti, hogy július 2. Chet Baker-nap lesz.
- 2007-ben az oklahomai Tulsa polgármestere kihirdeti, hogy december 23. Chet Baker-nap lesz.
- 2015. október 10-én az oklahomai Yale-ben megtartják az első, tiszteletére rendezett Chet Baker Jazzfesztivált.

## Filmográfia
Baker négy filmben szerepel színészként és hét filmben hallható trombitálni.
- 1955 – Hell's Horizon, Tom Gries rendezésében: színész
- 1959 – Audace colpo dei soliti ignoti, Nanni Loy rendezésében: zenész
- 1960 – Urlatori alla sbarra (Howlers in the Dock), Lucio Fulci rendezésében: színész
- 1963 – Nudi per vivere, Elio Montesi rendezésében: színész és zenész
- 1963 – Ore rubate (Stolen hours), Daniel Petrie rendezésében: zenész
- 1963 – Tromba Fredda, Enzo Nasso rendezésében: színész és zenész
- 1963 – Le concerto de la peur, José Bénazéraf rendezésében: zenész
- 1964 – L'enfer dans la peau, José Bénazéraf rendezésében: zenész
- 1988 – Let's Get Lost, Bruce Weber rendezésében: zenész

## Fordítás
- Ez a szócikk részben vagy egészben  a   Chet Baker című angol Wikipédia-szócikk fordításán alapul.  Az eredeti cikk szerkesztőit annak laptörténete sorolja fel. Ez a jelzés csupán a megfogalmazás eredetét és a szerzői jogokat jelzi, nem szolgál a cikkben szereplő információk forrásmegjelöléseként.
- Ez a szócikk részben vagy egészben  a   Chet Baker című svéd Wikipédia-szócikk fordításán alapul.  Az eredeti cikk szerkesztőit annak laptörténete sorolja fel. Ez a jelzés csupán a megfogalmazás eredetét és a szerzői jogokat jelzi, nem szolgál a cikkben szereplő információk forrásmegjelöléseként.